# Siegfried Wehrmeister
Siegfried Wehrmeister (né en 1949 à Heilbad Heiligenstadt) est un sculpteur allemand.

## Biographie
Siegfried Wehrmeister grandit à Glasehausen. Après une formation de tailleur de pierre, il fait un apprentissage de sculpteur de 1969 à 1971 et de graveur.
En 1974, il s'installe à Berlin-Prenzlauer Berg, où il vit et travaille toujours. De 1974 à 1977, il travaille aussi pour une entreprise de restauration. En 1977, il s'inscrit à l'école des beaux-arts de Berlin-Weißensee, dont il sort diplômé en 1982 par Jo Jastram.
Siegfried Wehrmeister travaille sur des commandes. Ses œuvres sont des sculptures publiques et d'institutions privées. Après la réunification, il poursuit cette activité. Depuis 2004, il participe aux activités en vue d'une éducation artistique de l'église de l'Emmanuel de Berlin.